# Guilty (Teddy Swims)
Guilty è un singolo del cantautore statunitense Teddy Swims, pubblicato il 24 gennaio 2025 come terzo estratto dal secondo album in studio I've Tried Everything but Therapy (Part 2).

## Video musicale
Il video, diretto da Bedroom è stato pubblicato in concomitanza con l'uscita del singolo.

## Tracce
1. Guilty – 2:56